# ズラータ・オーフニェヴィチ
ズラータ・オーフニェヴィチ（ウクライナ語: Зла́та О́гнєвіч、ロシア語: Зла́та О́гневич ズラータ・オーグニェヴィチ）、本名:インナ・レオニージウナ・ボルジュフ（ウクライナ語: Інна Леонідівна Бордюг / ロシア語: Инна Леонидовна Бордюг）は、ウクライナの歌手である。

## 来歴
ロシア・ムルマンスクに生まれ、ウクライナ・クリミア半島のスダークにて幼少期を過ごし、キエフ（キイウ）の音楽学校「Киевский Институт Музыки」のジャズ学部を卒業する。その後ウクライナ軍歌舞団のソロイストとして活動する。
2009年、ユーロビジョン・ソング・コンテスト2010のウクライナ代表選考に挑むが優勝をつかむことはできず、翌年にも代表選考に挑戦したものの2位に終わる。2010年にはヴィーツェプスク・スラヴャンスキー・バザールに参加、2011年にクリミア・ミュージック・フェストで優勝する。
2012年12月23日、ユーロビジョン・ソング・コンテスト2013のウクライナ代表選考にて「Gravity」を歌って優勝を果たし、2013年5月にスウェーデンのマルメで開催される同大会のウクライナ代表となることが決まった。
2014年にヴェルホーヴナ・ラーダ議員に当選したが、2015年に辞職した。

## 画像

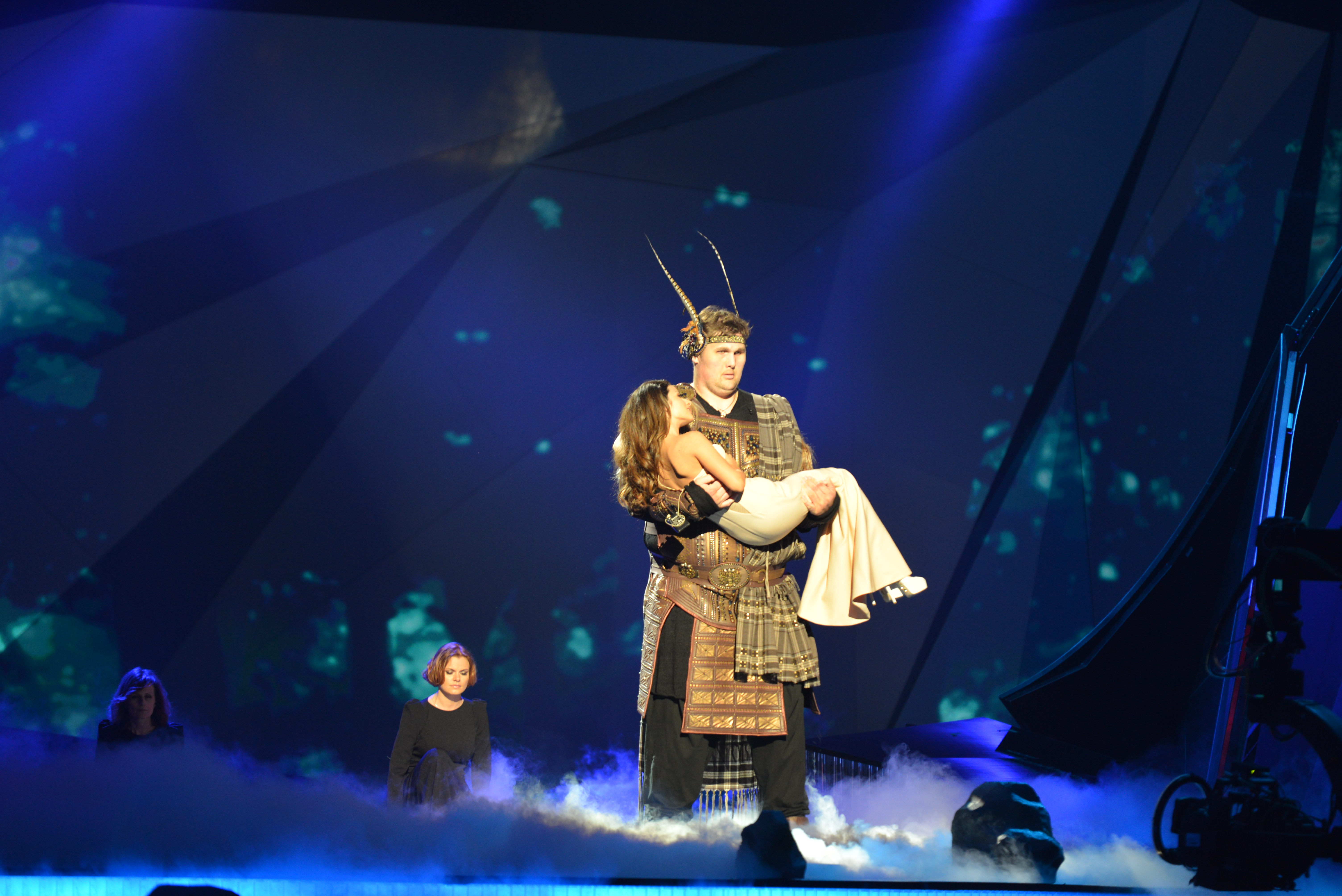
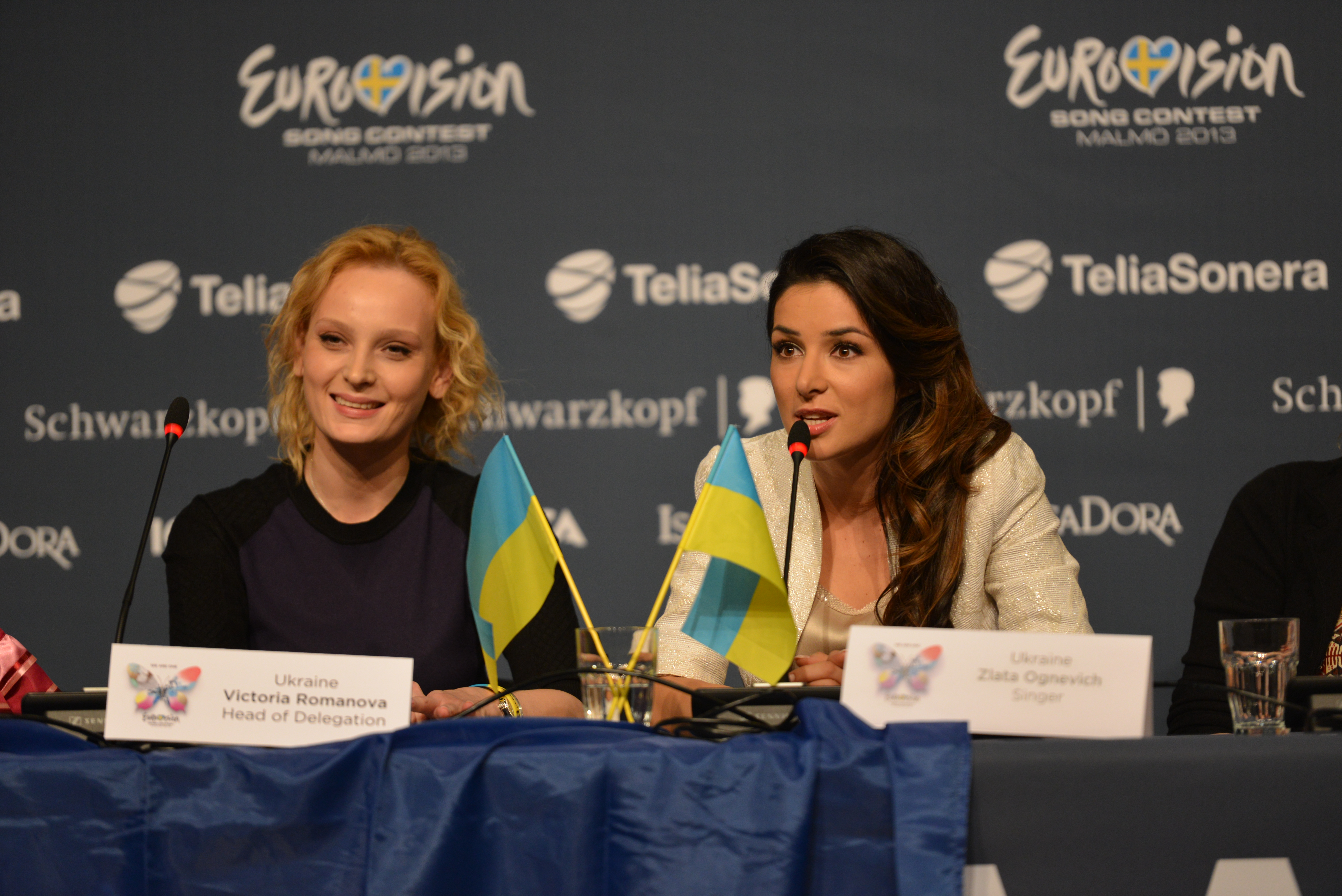
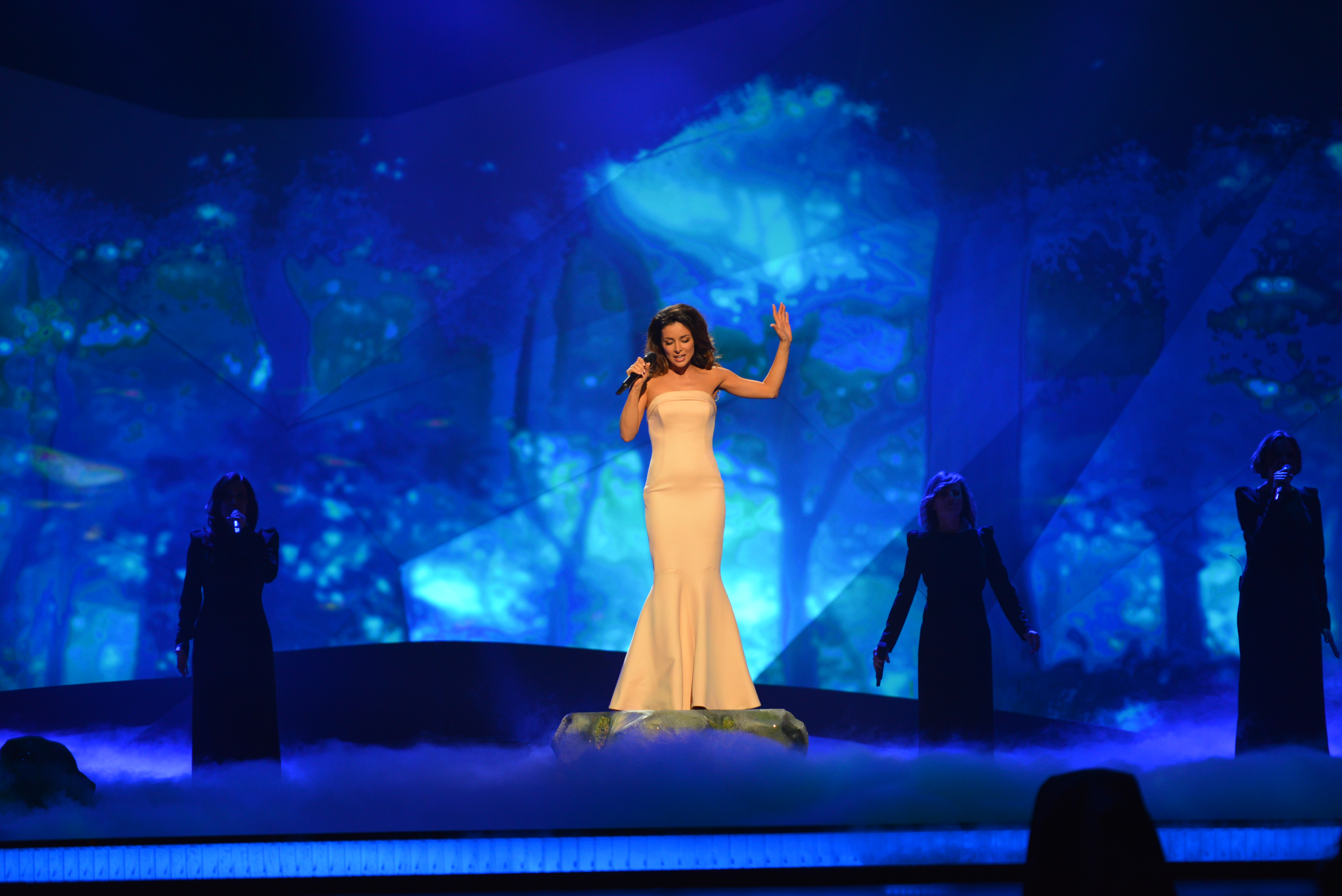
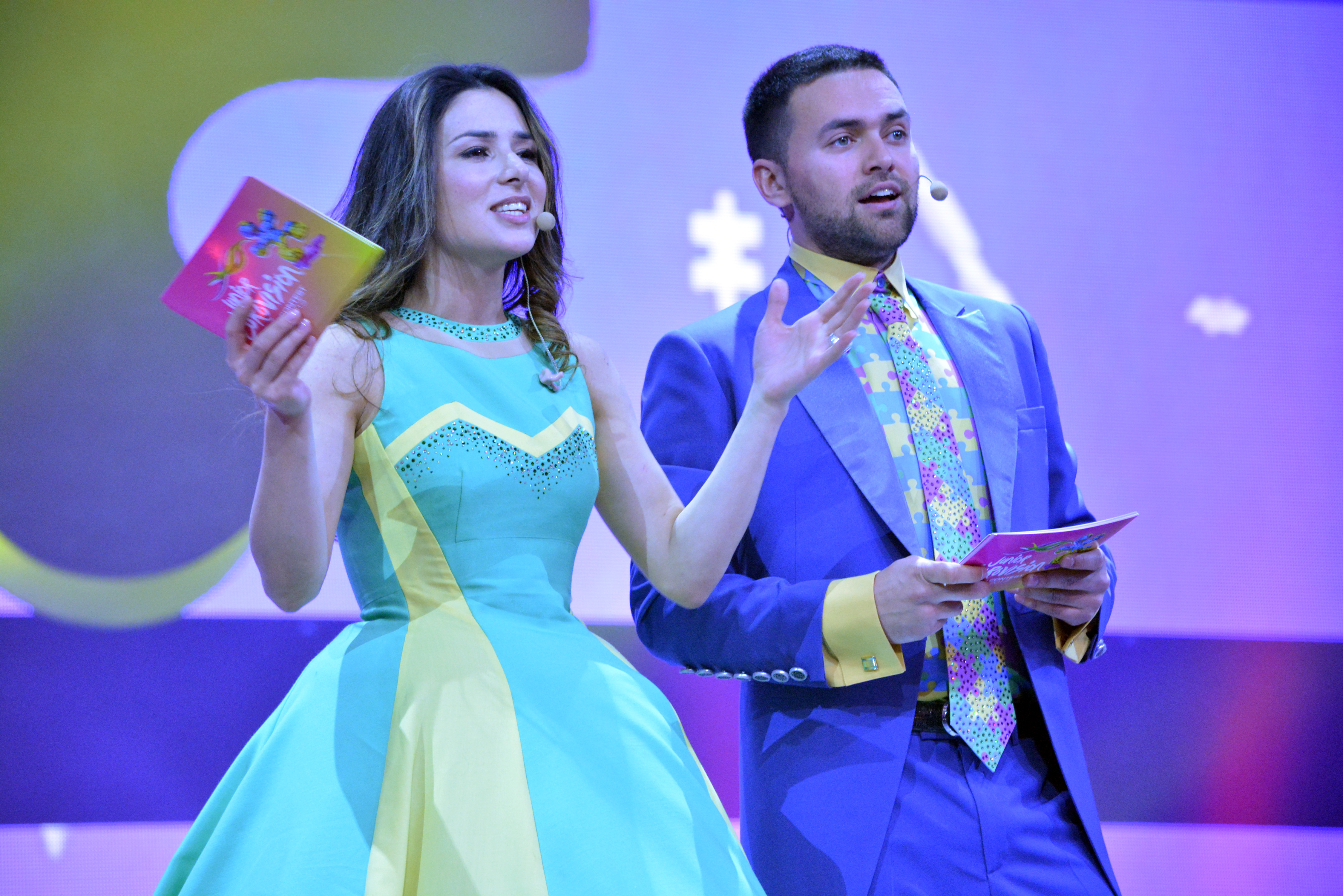